# Kompassla
De kompassla of wilde sla (Lactuca serriola) is een een- of tweejarige plant uit de composietenfamilie (Compositae oftewel Asteraceae). De Nederlandse naam is gegeven doordat de gedraaide bladtoppen de noord-zuidrichting aanwijzen.

## Botanischebeschrijving
Vanuit een penwortel groeit een plant die onder gunstige omstandigheden tot twee meter hoog kan worden. De stengel blijft onvertakt tot ze bovenaan in een eindstandige pluim vertakt.
De bladen zijn vaak een kwartslag gedraaid en hebben aan de onderkant op de middennerf duidelijke stekels van meer dan 2 mm lang. De bladen kunnen variëren van ongelobd tot veerspletig. De bovenste helft van het blad keert zich vaak naar boven, en is noord-zuid gericht. Dit is een aanpassing die de plant beschermt tegen al te grote uitdroging.
De lichtgele 1-1,5 cm grote bloemhoofdjes bevatten lintbloemen. Na twaalf uur 's middags zijn ze vaak al uitgebloeid. De rijpe nootjes zijn aan de top kort behaard en lichtbruin met donkere vlekjes. De bloeiperiode loopt van juli tot en met september.
De plant scheidt bij insnijding een wit melksap af.

## Verspreiding
Kompassla is van oorsprong een steppeplant en komt als pioniervegetatie voor op zonnige open plaatsen. Zowel op droge als meer vochtige, voedselrijke, vaak kalkhoudende omgewerkte gronden in wegbermen, op stortplaatsen, oude zandhopen, spoordijken, aan stenige waterkanten en ook tussen straatstenen kan het door de wind aangevoerde zaad ontkiemen. Het is een algemene soort geworden in stedelijke gebieden. In Nederland en België komt ze sinds 1960 op steeds grotere schaal voor.
De soort groeit in grote delen van West- en Centraal-Europa, het Middellandse Zeegebied, Noord-Afrika, het Midden-Oosten, en oostwaarts tot in Siberië. Ze is ingevoerd in Noord-Amerika en Canada.

## Gebruik
Alle delen van de plant zijn giftig. Haar giftigheid werd vroeger in de volksgeneeskunde gebruikt. Ze werd samen met het eveneens giftige bilzekruid en scheerling verwerkt tot een narcoticum.

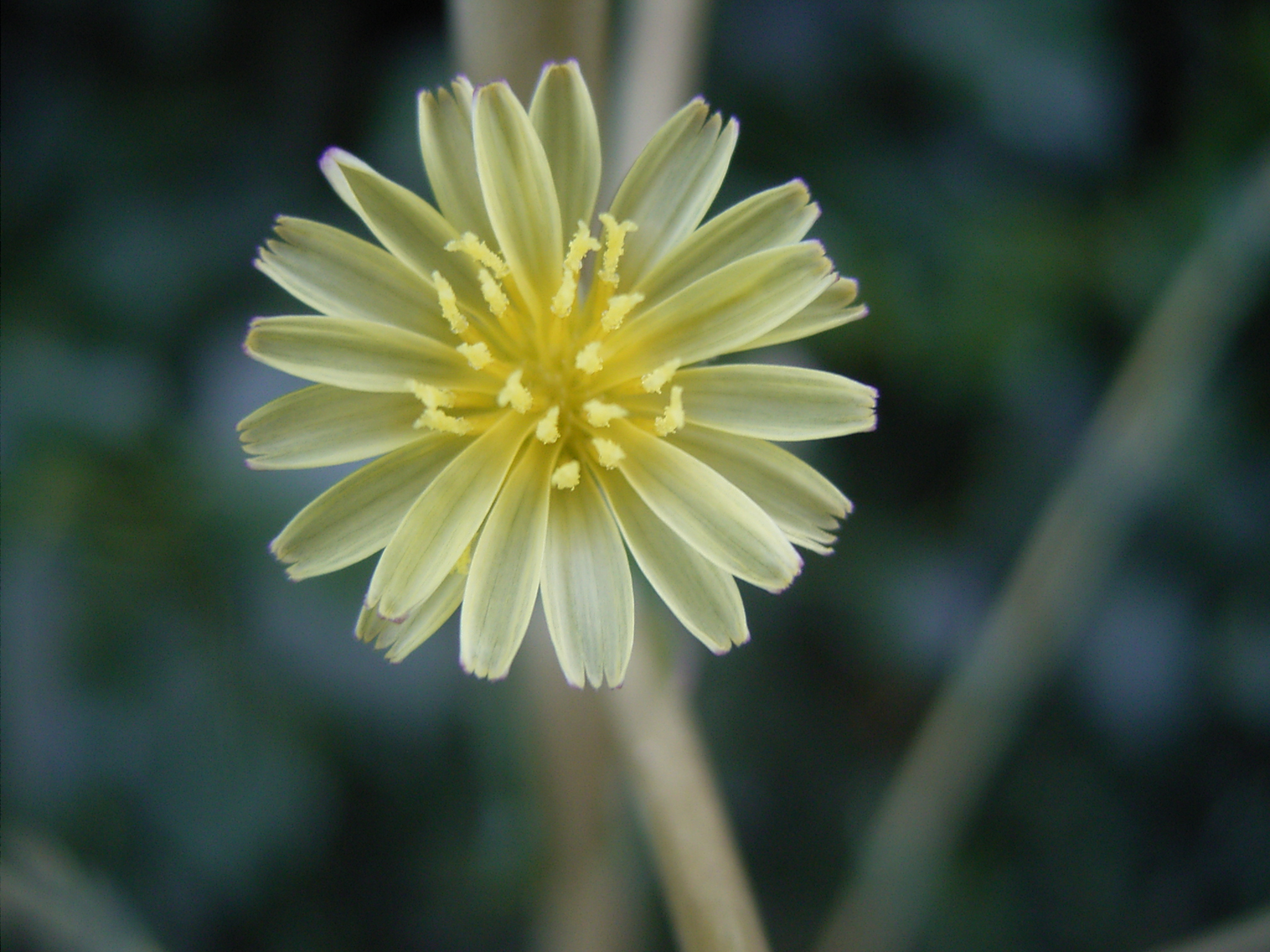
De bloemen zijn lichtgeel en bevatten uitsluitend lintbloemen
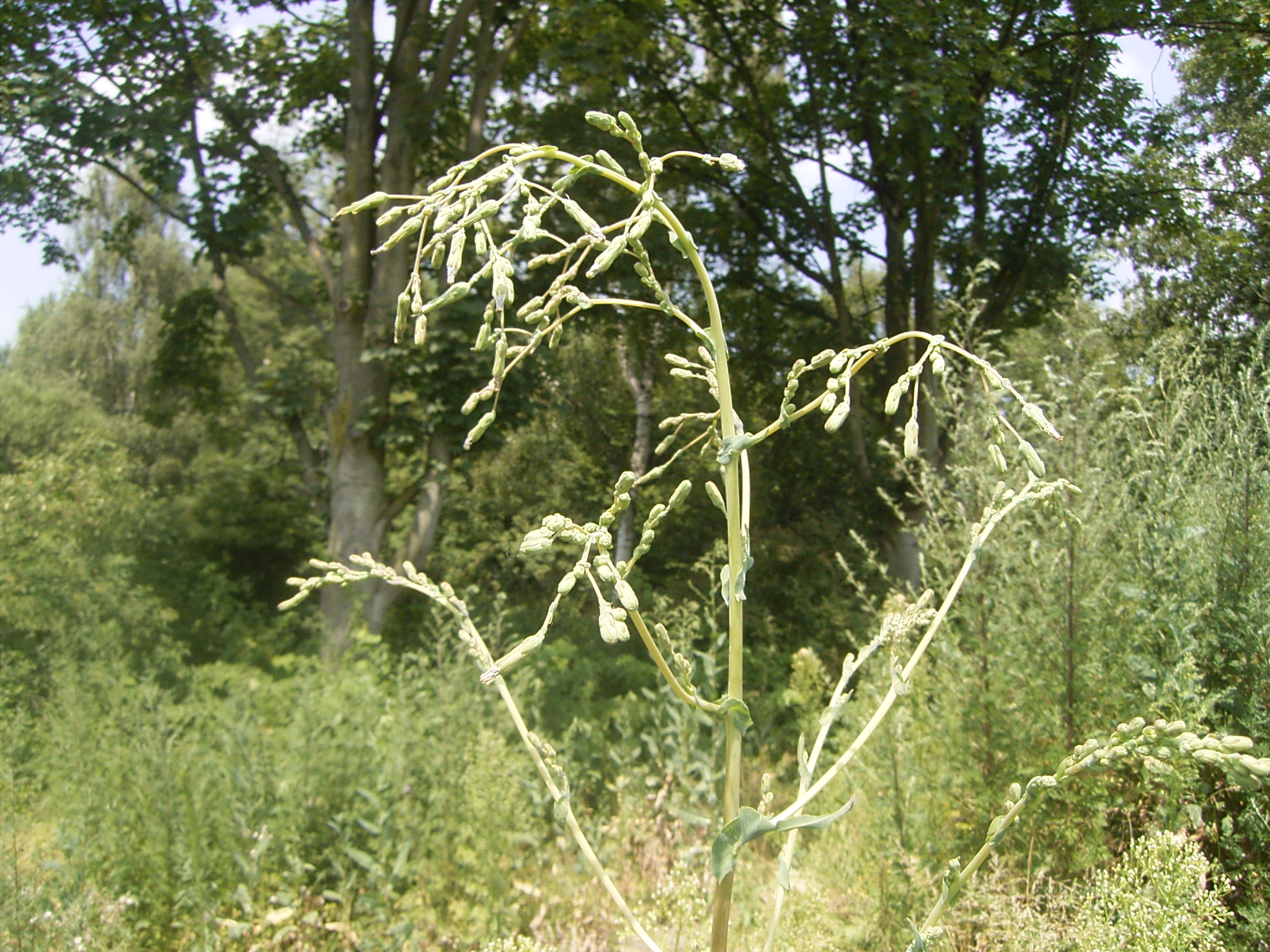
De stengel is bovenaan vertakt in een lichte pluim van bloemen
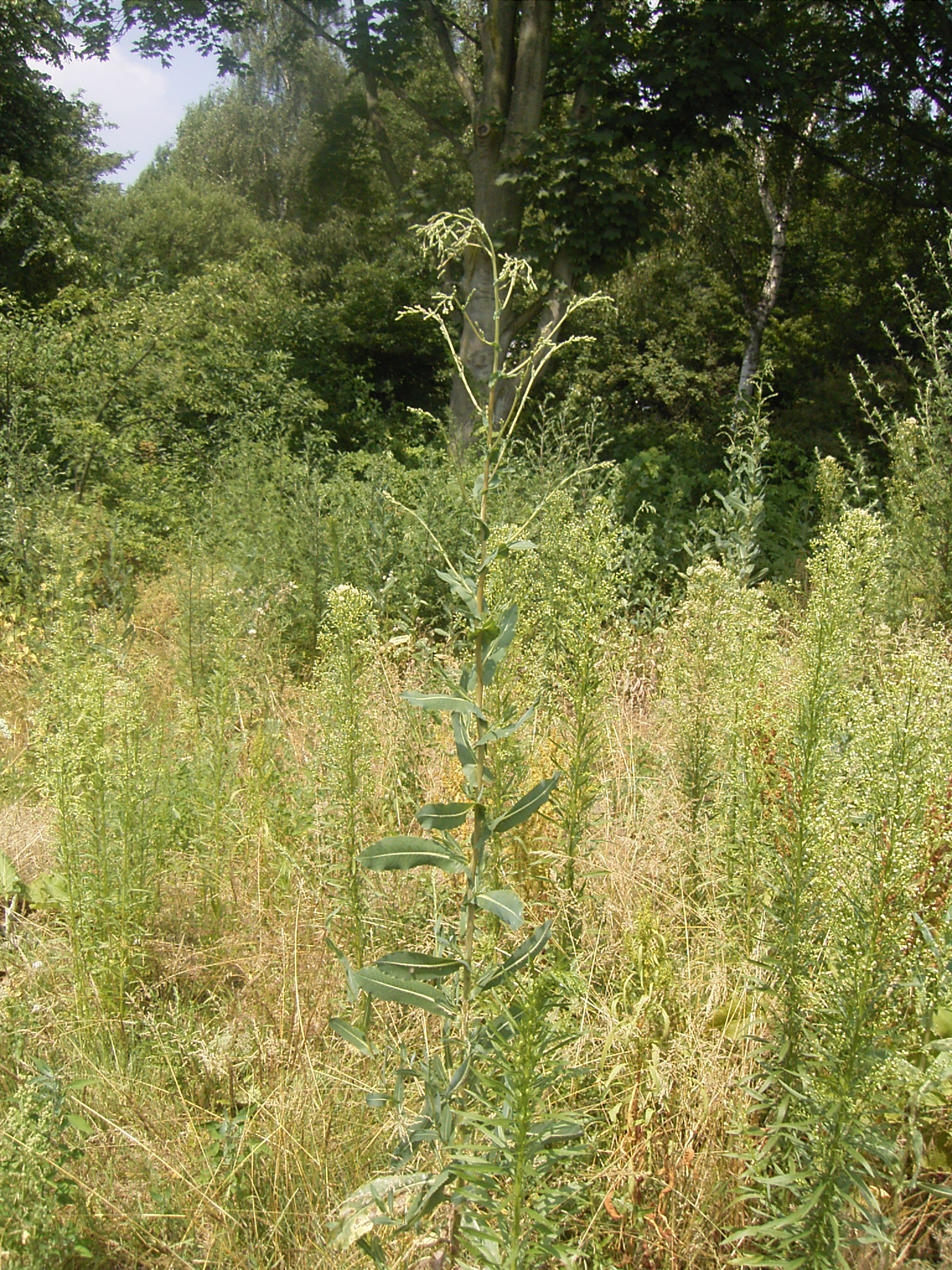
De plant heeft gedraaide bladeren
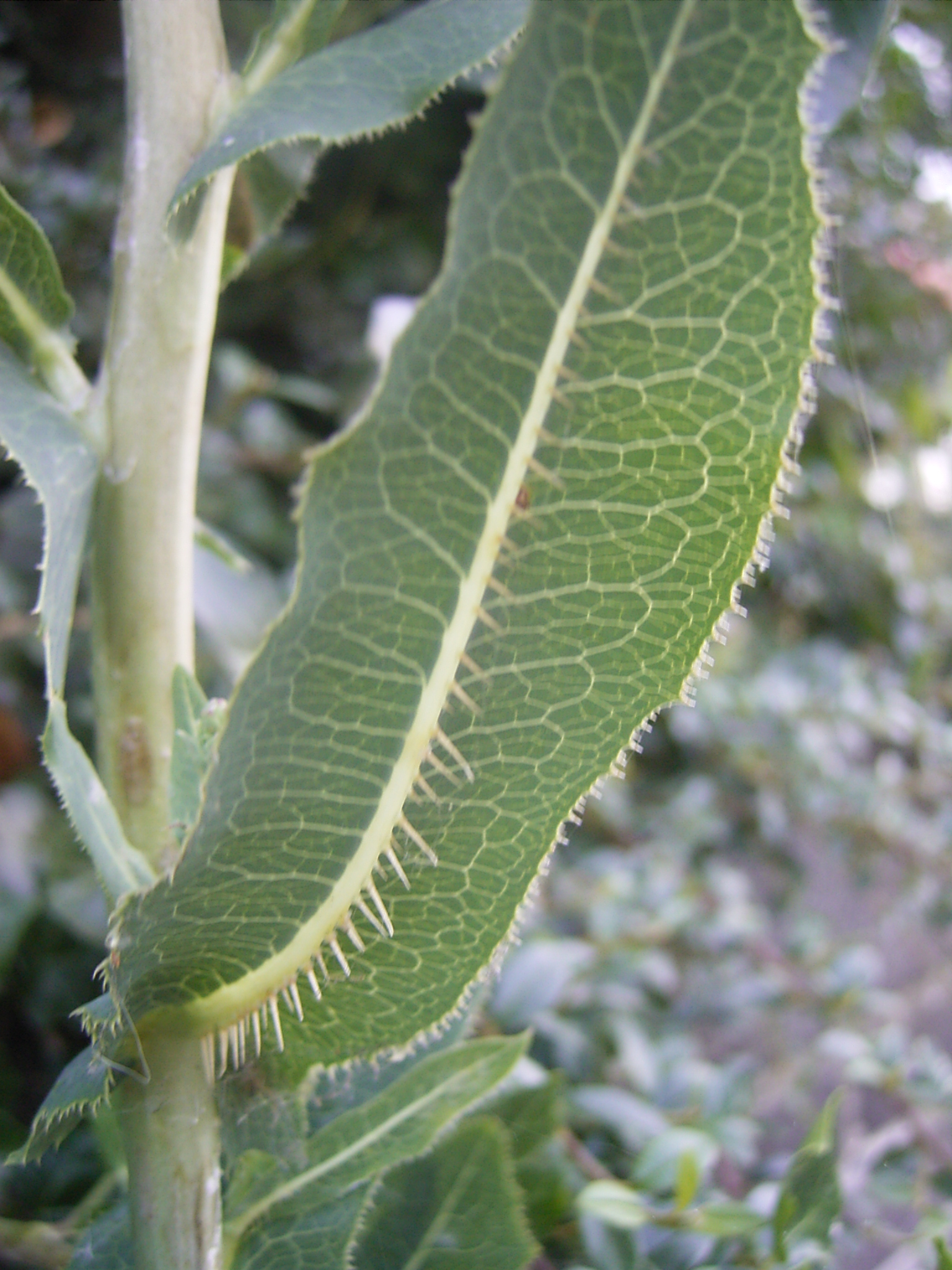
De middennerf op de onderzijde van het blad is bezet met duidelijke, meer dan 2 mm lange stekels.